# Don Robertson
Donald „Don“ Robertson (* 1. Januar 1987 in Glasgow) ist ein schottischer Fußballschiedsrichter.

## Karriere
Don Robertson begann 2011 mit dem Schiedsrichterwesen und ist seit dem Jahr 2017 FIFA-Schiedsrichter. Vor seiner Schiedsrichterkarriere war Robertson als Jugendspieler bei Partick Thistle, dem FC Queen’s Park und FC St. Mirren aktiv.
In der Spielzeit 2020/21 leitete er das Ligapokalfinale, das erste nationale Endspiel seiner Laufbahn.